# Karen Levine
Karen Levine (* 1948? Ottawa) je kanadská novinářka, producentka v rádiu a spisovatelka. Držitelka dvou novinářských cen The Peabody Awards a autorka knihy Hanin kufřík: Příběh dívky, která se nevrátila.

## Život
Karen se narodila v Ottawě, později se však přestěhovala do Toronta. Zde odstartovala svoji kariéru producentky pro rádiovou stanici CBC. Pro stanici pracovala více než třicet let. Produkovala úspěšná rádiová vysílání jako například As It Happens, The Sunday Edition a This morning. Dvakrát za svoji show obdržela novinářskou cenu The Peabody Awards, která se uděluje jednou ročně a má velkou hodnotu, dala by se svojí hodnotou přirovnat k prestižní ceně Oscar.
Karen na základě přečtení článku Paula Lungena, který psal o výzkumu Fumiko Išioky, zabývající se příběhem malé Hany Brady, vytvořila pro stanici CBC dokument s názvem Hanin kufřík, v originále Hana's Suitcase, který odvysílala v roce 2001. Za tento dokument získala zlatou medaili na mezinárodním rádiovém festivalu v New Yorku (New York International Radio Festival). Příběh vzbudil neuvěřitelný zájem a tak jej Karen Levine v roce 2002 sepsala do knižní podoby a vydala pod názvem Hanin kufřík: Příběh dívky, která se nevrátila.
Publikace získala řadu ocenění například cenu Sydney Taylor pro starší čtenáře (Sydney Taylor Book Awardfor older readers) a dokonce byl podle ní natočen i dokumentární film s názvem Hanin kufřík, v originále Inside Hana's Suitcase, který vyšel v roce 2009. Kniha se stala bestsellerem a byla přeložena do více než čtyřiceti jazyků.

## Hanin kufřík
Kniha vypráví o židovské dívce z Československa Haně Bradyové a její rodině. Téměř celá rodina byla během 2. světové války transportována do koncentračních táborů.
Příběh je vytvořen na základě skutečných událostí. Publikaci tvoří tři linie, které se vzájemně prolínají a vyvářejí tak ucelené vyprávění. První linie je samotný příběh malé Hany, druhá popisuje pátrání po Haně, které prováděla Fumiko Išioka, koordinátorka muzea Tokijského centra pro studium holocaustu a třetí linie je podána jako vyprávění bratra Hany Jiřího, který válku přežil. Tato kompozice díla je značně originální a čtenářům nabízí možnost proniknout do života Hany a prožívat skrze ní události oné doby.
Kniha je obohacena o množství fotografií, které během svého pátrání sesbírala Fumiko Išioka a také jsou zde fotografie z rodinných alb, které poskytl Jiří Brady. Fotografie dodávají knize na její autentičnosti a právě díky této autentičnosti a velice silnému příběhu, ve kterém je vykreslena problematika holokaustu, se publikace stává jedinečnou pomůckou pro učitele dějepisu.
Příběh Hany Bradyové obletěl svět a zasáhl spoustu lidí, pro mnohé se Hana stala symbolem lásky a přátelství v době nejhorší pro židovské obyvatelstvo, tedy době 2. světové války.
Českého překladu knihy se čtenáři dočkali díky překladatelské práci Dany Makovičkové.